# Heinz Richter
Heinz Richter (n. 24 iulie 1947, Schlegel⁠(d), Saxonia, Germania) este un ciclist german, medaliat olimpic. A participat la 2 ediții ale Jocurilor Olimpice (1968, 1972) în care a câștigat o medalie de argint.